# Franz Kappeler
Franz Hermann Kappeler (* 7. April 1898 in Oberneunforn; † 19. September 1988 in Muri bei Bern) war ein Schweizer Jurist und Diplomat.

## Leben
Kappeler war ein Sohn von Maria Van Vloten und des reformierten Pfarrers Ernst Kappeler. Kappeler studierte in Zürich, Genf und Bern und promovierte 1925 zum Doktor der Rechtswissenschaften. Er arbeitete als Volontär an Zürcher Gerichten. Von 1926 bis 1963 war er Mitarbeiter des Eidgenössischen Politischen Departements. 1936 wurde er Legationssekretär und 1939 Legationsrat. Bis 1944 war er Mitarbeiter des Schweizer Ministers in Berlin.
Kappeler war massgeblich an den deutsch-schweizerischen Verhandlungen beteiligt, die 1938 zur Einführung des Judenstempels in den Pässen deutscher Juden führten. Nach seiner Rückkehr nach Bern trat er in die Abteilung für Finanzangelegenheiten ein und war in zahlreichen Wirtschaftskommissionen und -delegationen tätig. Nach seiner Berufung nach Beirut vertrat er die Schweiz ab 1950 im Libanon, in Syrien, im Irak und in Jordanien. 1956 wurde er Minister und 1960 Botschafter in Pretoria, ein Amt, das er bis zu seiner Pensionierung im Jahr 1963 innehatte.
In seinen Schriften äusserte Franz Kappeler eine entgegenkommende Haltung sowohl gegenüber dem Dritten Reich als auch gegenüber Südafrika und dessen Apartheidregime. Kappeler war mit Heidi Wyss verheiratet.

## Schriften (Auswahl)
- Südafrika ist anders als die Welt glaubt. Swiss-South African Association, Zürich 1965 (aus Schweizer Monatshefte. 44/1965, Heft 12).
- Aus der Tätigkeit eines Diplomaten. Bern 1968.[2]
- Der nahe Osten, seine Eigentümlichkeiten und Probleme. Vortrag. Vorwort von Hans Ellenberger. Groupe d’étude sur le Moyen-Orient, Genf 1970, OCLC 808865490
- Schweizerischer Diplomat in Berlin, 1936–44. Überblick über meine Erfahrungen als erster Mitarbeiter und zeitweiliger Stellvertreter des Schweizerischen Gesandten. Zürich 1971.[2]